# 网纹叉鼻鲀
网纹叉鼻鲀（学名：Arothron reticularis）为輻鰭魚綱魨形目四齒魨亞目四齒鲀科叉鼻鲀属的鱼类。分布于印度洋北部沿岸的印度、斯里兰卡、东至太平洋的斐济群岛以及台湾海峡等，属于热带底层鱼类，棲息深度1-25公尺，體長可達45公分，棲息在沿岸沙泥底質、海草生長的水域、河口區，以珊瑚、軟體動物等為食。该物种的模式产地在马拉巴。